# Hutzêran
Le Hutzêran est, dans le folklore du canton de Vaud, un lutin hurleur qui fait tomber les branches et tourbillonner les feuilles. Ce mauvais génie serait grand, habillé de vert, et habiterait les bois,. 

## Étymologie
D'après Paul Sébillot, son nom est issu du patois hutsi, hucher, qui signifie « appeler à grands cris »,.

## Description
Catherine Rager le rattache à la catégorie des « esprits des forêts », et à celle des « lutins hurleurs », avec le Hupeur et le Ouyeu.
Il interpelle les voyageurs nocturnes et, s'ils leurs répondent trois fois de suite, lui arrache un membre, bras ou jambe. Il arrive qu'il restitue les membres arrachés en les déposant le lendemain sur le seuil de la maison du voyageur,.
Certains pourraient persécuter dangereusement les gens également dans leur sommeil.